# Kościół Narodzenia Najświętszej Maryi Panny w Smolnicy
Kościół pw. Narodzenia NMP w Smolnicy – kościół parafialny parafii Narodzenia Najświętszej Marii Panny w Smolnicy.

## Opis
Świątynia jednonawowa na rzucie prostokąta o wymiarach 20 × 9,3 m, bez chóru, wzniesiona z granitowej kostki układanej w regularnym wątku, z masywną zachodnią wieżą o szerokości równej nawie. Grubość murów 1,55 m. Od strony zachodniej główny portal wejściowy o formie ostrołukowej, w ścianie południowej zaś relikt drugiego wejścia z nieistniejącym portalem, obok kruchta. Szerokie przejście o okrągłym łuku zachowało się pomiędzy halą wieżową a nawą. W ścianie wschodniej widoczne są trzy ostrołukowe okna.

## Historia
Kościół zbudowany został w 2. połowie XIII w., pierwsza wzmianka pochodzi z 1337 r. z księgi ziemskiej margrabiego brandenburskiego Ludwika Starszego. W XIV stuleciu nadbudowano wieżę oraz wzniesiono kruchtę południową. W 1529 r. właściciel majątku Peter von der Marwitz sprowadził pastora, a od 1538 r. luteranizm stał się obowiązującą religią w Nowej Marchii - kościół stał się ewangelicki. W 1716 r. (lub 1726 r.) wieża otrzymała nowe barokowe zwieńczenie. Do kościoła od strony prezbiterium przylegała kaplica grobowa Marwitzów.
W 1858 r. właściciel majątku Karl Wilhelm von Sydow podarował kościołowi organy. W 1886 r. zmieniono, pod nadzorem architekta Prufera z Berlina, wystrój średniowiecznego wnętrza nadając mu kształt neogotycki; przestrzeń nawy doświetlono większymi otworami okiennymi. Koszty prac renowacyjnych pokryte z kasy kościelnej wyniosły 5100 marek. Karl Wilhelm von Sydow ofiarował ołtarz, chrzcielnicę i ambonę - wykonane z piaskowca śląskiego, dwie empory i gotyckie okna ze szkłem katedralnym. W 1905 r. parcelę kościelną otoczono kamienno-ceglanym murem.
W 1945 r. kościół został zbombardowany przez Armię Czerwoną, odbudowany z zachowaniem wczesnogotyckiej formy (nie odbudowano barokowego zwieńczenia wieży) w latach 1983–1984 przez mieszkańców pod nadzorem salezjanina ks. Wiesława Dąbrowskiego. Konsekrowany został 08.12.1984 r.
Przed II wojną światową na wieży kościoła znajdowały się 4 dzwony: średniowieczny o średnicy 0.58 m, z 1581 r. ludwisarza Joachima Karstede o średnicy 0.28 m, z 1843 r. o średnicy 0.91 m i z 1904 r. o średnicy 1.15 m wykonany przez Franza Schillinga z wytwórni Apolda. Zaginęły one, a obecnie na dzwonnicy przy kościele znajduje się dzwon z datą 10.07.1991 r. na belce.

## Cmentarz
Cmentarz przykościelny – nieczynny; wpisany do rejestru zabytków pod nr 377 z 10.09.1977 r. (decyzja: park pałacowy).

## Parafia ewangelicka do 1945 roku
Od czasów średniowiecza parafia w Smolnicy należała do katolickiego biskupstwa w Kamieńcu. W XIV w., a zwłaszcza XV w. miały miejsce coraz powszechniejsze postulaty reformy stosunków społecznych, jak i pojawiały się ruchy heretyckie głoszące m.in. radykalne hasła społeczne, np. tzw. waldensi. Ruchy te były zapowiedzią reformacji, która pod wodzą Marcina Lutra zwyciężyła w Marchii Brandenburskiej w 1. połowie XVI w. Jednym z pierwszych wyznawców luteranizmu był Peter von der Marwitz ze Smolnicy, który już w 1529 r. sprowadził do swojego domu pastora. W 1535 r. Jan z Kostrzyna odmówił potwierdzenia zawartego w Halle układu w sprawie obrony wiary katolickiej, a w 1538 r. oficjalnie uznał luteranizm za religię obowiązującą na terytorium Nowej Marchii, rok wcześniej niż margrabia Joachim. Wiara luterańska, dotąd pozostająca w Nowej Marchii niemal w swoistym podziemiu, zaczęła szybko rozprzestrzeniać się, w zasadzie bez sprzeciwów ze strony Kościoła katolickiego.
Pierwszym znanym pastorem w Smolnicy był Franz Schmer, pod koniec XVI w. Jego epitafium stało w bocznym wejściu kościoła, przedstawiało go wraz z rodziną. Kolejnymi pastorami byli:
| Imię i nazwisko                     | Lata       |
| ----------------------------------- | ---------- |
| Lukas Vantikovius                   | do 1629    |
| Tertius Ursinus                     | 1629-1678  |
| David Becker                        | 1678-1712  |
| Christian Differt                   | 1712-1724  |
| Samuel Schmidt                      | 1724-1770  |
| Georg Christian Sturm               | 1770-1788  |
| ?                                   | 1788-1799  |
| Christian Ludwig Reimann            | 1799-1826  |
| Matthäus                            | 1826-1838  |
| brak                                | 1838-1840  |
| Christian Friedrich Meyer           | 1840-1893  |
| Karl Friedrich Vertraugott Reichert | 1893-1930  |
| Abel                                | 1930-1939? |
| Gerhard Rohr                        | 1939-1940  |
| Fritz Stein                         | 1940-1945  |